# Hadena lefebvrei
Hadena lefebvrei là một loài bướm đêm trong họ Noctuidae.